# Бялавода (Малопольське воєводство)
Бялавода (пол. Białawoda) — село в Польщі, у гміні Лососіна-Дольна Новосондецького повіту Малопольського воєводства.
Населення — 356 осіб (2011).
У 1975-1998 роках село належало до Новосондецького воєводства.

## Демографія
Демографічна структура станом на 31 березня 2011 року:
|          | Загалом | Допрацездатний вік | Працездатний вік | Постпрацездатний вік |
| -------- | ------- | ------------------ | ---------------- | -------------------- |
| Чоловіки | 174     | 46                 | 108              | 20                   |
| Жінки    | 182     | 49                 | 95               | 38                   |
| Разом    | 356     | 95                 | 203              | 58                   |